# Finales de la NBA de 1957
Las Finales de la NBA de 1957 fueron las series definitivas de los playoffs de 1957 y suponían la conclusión de la temporada 1956-57 de la NBA, con victoria de Boston Celtics, campeón de la Conferencia Este, sobre St. Louis Hawks, campeón de la Conferencia Oeste. El enfrentamiento reunió hasta a 12 futuros miembros del Basketball Hall of Fame, incluidos sus respectivos entrenadores, Red Auerbach y Alex Hannum.

## Resumen
| Partido | Fecha       | Equipo local | Resultado     | Equipo visitante |
| ------- | ----------- | ------------ | ------------- | ---------------- |
| 1       | 30 de marzo | Boston       | 123-125 (2PR) | St. Louis        |
| 2       | 31 de marzo | Boston       | 119-99        | St. Louis        |
| 3       | 6 de abril  | St. Louis    | 100-98        | Boston           |
| 4       | 7 de abril  | St. Louis    | 118-123       | Boston           |
| 5       | 9 de abril  | Boston       | 124-109       | St. Louis        |
| 6       | 11 de abril | St. Louis    | 96-94         | Boston           |
| 7       | 13 de abril | Boston       | 125-123 (2PR) | St. Louis        |

Celtics ganan las series 4-3

## Resumen de los partidos
El primer partido, disputado en el Boston Garden, iba a dejar clara la igualdad entre ambos equipos. Bill Sharman anotó 35 puntos para los Celtics, pero Bob Pettit consiguió 37, a los que había que añadir los 23 puntos que consiguieron tanto Ed Macauley como Slater Martin. Los Hawks llevaron el partido a la prórroga en dos ocasiones, y fue Jack Coleman el que anotó la canasta decisiva cuando el reloj de los 24 segundos llegaba a 0. Los Celtics tuvieron aún una oportunidad, pero no consiguieron anotar.
En el segundo encuentro, los Celtics realizaron una extraordinaria defensa sobre el jugador clave de los Hawks, Pettit, al que dejaron únicamente en 11 puntos. Finalmente se llevaron una cómoda victoria por 119-99, empatando la eliminatoria.
Las series se trasladaron el 6 de abril al Kiel Auditorium de St. Louis. El tercer partido se desarrolló con intensas defensas por parte de ambos equipos, por lo que hubo muchas faltas personales, aunque tanto Hawks como Celtics estuvieron finos desde la línea de tiros libres. Con le partido igualado, una canasta desde larga distancia de Pettit les daba la victoria a los Hawks por 100-98, pomiéndose 2-1 en la serie.
Pero los Celtics recuperaron el factor cancha en el cuarto partido, venciendo a St. Louis 123-118. El quinto encuentro les llevó de vuelta a Boston, con Bob Cousy erigiéndose en el factor fundamental en la victoria de los Celtics, al anotar 31 puntos. Los 33 de Pettit esta vez no sirvieron, acabando con el marcador 124-109, que ponía a los de Massachusetts a una victoria del anillo.
El sexto partido se disputó en St. Louis, donde los Hawks realizaron una buena defensa sobre Cousy, que se quedó en 15 puntos. A pesar de ello, tuvo la oportunidad de gganar el partido, con empate a 94 en el marcador a falta de 12 segundos, pero falló un tiro libre. Como era de esperar, los Hawks dieron el balón a Pettit para que se jugara un último lanzamiento, pero falló. Afortunadamente para su equipo, Cliff Hagan palmeó la pelota, dando la victoria a los Hawks por 96-94.

### El séptimo partido
El séptimo y definitivo partido se disputaría en el Boston Garden. Con la ventaja de jugar como locales, lo que Auerbach no esperaba es que sus bases tuvieran una de sus peores noches: Cousy anotó 2 de 20 lanzamientos a canasta, mientras que Sharman se quedó en 3 de 20. En total, un pobre 12,5% de efectividad entre ambos. La presión recayño en los rookies, que respondieron a la perfección, con Bill Russell consiguiendo 19 puntos y 32 rebotes, y Tom Heinsohn, con 37 puntos y 23 rebotes.
Los Celtics se pusieron rápidamente por delante en el marcador, pero los Hawks le dieron la vuelta al mismo, acabando el primer cuarto con ventaja de estos últimos 28-26. El equipo local salió en trmba en el segundo periodo, llegando a colocarse 9 arriba, 41-32, pero los Hawks reaccionaron, y seis puntos consecutivos de Hagan hicieron que llegaran al descanso 53-51 favorable a los de Misuri.
Los de Boston se fueron arriba en el tercer cuarto, que acabó con la ventaja en el marcador por 73-68, que se incrementó al comienzo del último periodo, poniéndose 8 arriba. Pero los Hawks reaccionaron, y con un parcial de 9-0 se pusieron por delante, llegando a los dos últimos minutos con una ventaja de 4 puntos. Boston anotó 3 tiros libres consecutivos, poniendo el marcador 101-100. Con menos de un minuto por jugar, los Hawks tenían la pelota, y Jack Coleman se jugó un lanzamiento que podía haber sido la puntilla, pero fue taponado por Russell, anotando él mismo en la siguiente jugada, poniendo el marcador 102-101. Los Hawks fallaron en el siguiente ataque, y Boston nuevamente se hizo con la posesión. A la desesperada, forzaron una personal sobre Cousy, que tuvo la oportunidad de finiquitar la serie desde la línea de tiros libres, pero solo anotó uno, poniendo a su equipo dos arriba. Casi con el tiempo cumplido, Pettit forzó una falta que le posibilitó anotar dos tiros libres que llevaron el partido a la prórroga.
Los Hawks se enfrentaban al tiempo extra con el problema de las faltas, con McMahon y Hagan eliminados. Pero mantuvo la igualdad hasta el final, y Coleman, que ya había sido clave en el primer partido, anotó sobre la bocina para forzar una nueva prórroga. Esta transcurrió con la misma igualdad, y a pocos segundos para el final, Macauley cometió su sexta falta sobre Jim Loscutoff. El musculoso alero anotó los dos tiros libres, poniendo a los Celtics con ventaja, 125-123.
Con sólo una oportunidad para forzar una nueva prórroga, salió a cancha el entrenador-jugador Alex Hannum, en su primera aparición en las series. El objetivo era un pase largo para Pettit a la desesperada. Sorprendentemente, el balón llegó a las manos de este último, que dispuso de un último lanzamiento, pero el balón se salió prácticamente del aro cuando sonó la bocina del final del partido.
Esta victoria supondría la primera del binomio Russell-Celtics, que culminaría con 11 campeonatos en total en 13 temporadas, la mejor racha de un equipo de la NBA.

## Récords
El pívot Bill Russell batió el récord de rebotes de un rookie en un partido de las Finales, al capturar 32, con una media de 22,9 por partido en el total de la serie.